# Ростовский разводной железнодорожный мост
Ростовский подвижный (подъёмный) железнодорожный мост — пятипролётный арочный двухпутный мост с подъёмной средней частью через реку Дон.
Находится в Ростове-на-Дону, рядом с устьем реки Темерник, между станциями Ростов-Главный и Заречная Северо-Кавказской железной дороги. Через мост проходит большинство пассажирских поездов, следующих через Ростов, и незначительное количество грузовых.

## История

### Мост 1874 года
Первый мост на этом месте был построен в 1873—1874 годах по проекту Э. М. Зубова, при строительстве Владикавказской железной дороги. Это был одноколейный пятипролётный мост оригинальной конструкции: для пропуска судов средняя ферма поворачивалась на 90°, становясь вдоль реки.
Однако проход кораблей через мост был сложен, часто случались столкновения с опорами моста. Поэтому к 1879 году по инициативе Донского гирлового комитета для помощи в проходе была построена специальная спусковая баржа. В течение всей навигации баржа стояла на якорях напротив судоходного пролёта выше по течению, с неё проходящим судам подавали перлиня (морские тросы), и затем с помощью паровой лебёдки аккуратно затягивали судно вверх, либо спускали вниз по течению.

### Мост 1917 года
Из-за этих неудобств, а также недостаточной пропускной способности однопутного моста, в 1912 году было принято решение строить новый двухпутный мост в 40—50 метрах ниже по течению. Профессором Станиславом Белзецким с участием крупнейшего ученого-мостостроителя профессора Николая Белелюбского и профессора Григория Передерия был спроектирован трёхпролётный мост с вертикально-поднимающейся средней фермой, первый мост подобной конструкции в России. Подъемный механизм моста был спроектирован в ателье Гюстава Эйфеля. В 1917 году он был возведён и прозван ростовцами (так тогда назывались ростовчане) «Американским», поскольку его составные части были заказаны, изготовлены и привезены в Ростов-на-Дону из Соединённых Штатов Америки. Открытие «Американского моста» состоялось 9 мая 1917 года по старому стилю. Старый мост, 1874 года постройки, был разобран в 1920-е годы, его конструкции использованы при строительстве железной дороги Сочи — Адлер.

### Великая Отечественная война

Состояние мостов после освобождения Ростова

В первые месяцы войны на месте старого моста был построен временный «литерный» мост. Во время первой оккупации Ростова 21 ноября 1941 года при отступлении Красной армии южный пролёт Американского моста и литерный мост были подорваны советскими сапёрами. Однако уже 28 ноября Ростов-на-Дону был освобождён, после чего литерный мост был восстановлен. Во время второй оккупации Ростова литерный мост был опять подорван, но впоследствии восстановлен немцами. При освобождении Ростова в феврале 1943 года оба моста были практически полностью разрушены.

### Послевоенное время
В 1945 году на опорах Американского моста был сооружён временный неподвижный мост. В 1949—1952 годах на месте литерного был построен новый мост, использующийся до сих пор. По своей конструкции он немногим отличался от старого Американского моста. Мост 1945 года был вскорости разобран, его опоры стоят до сих пор.
В 2001—2003 годах была проведена реконструкция моста, между шахтами была установлена балка для большей устойчивости.

## Галерея

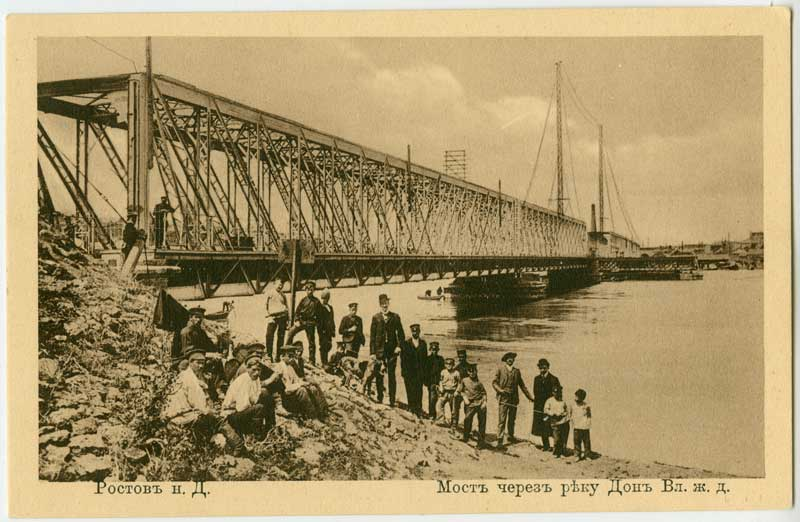
Открытка: Ростов-на-Дону, мост через реку Дон Владикавказской ж.д.
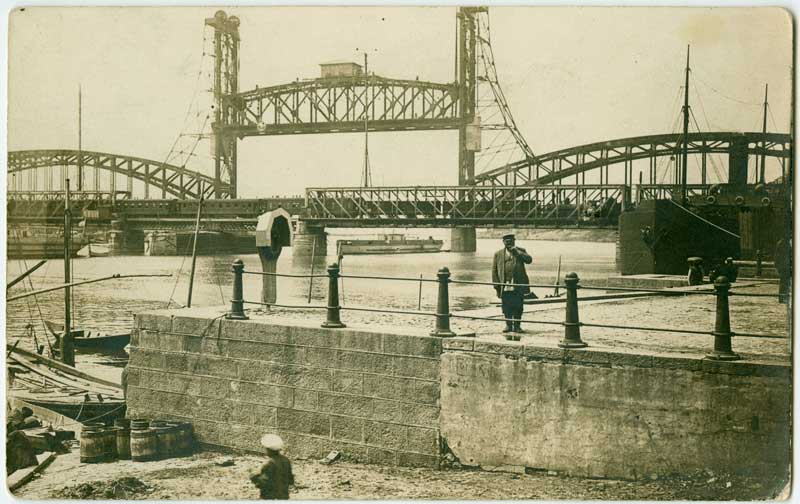
Первые два Ростовских железнодорожных моста
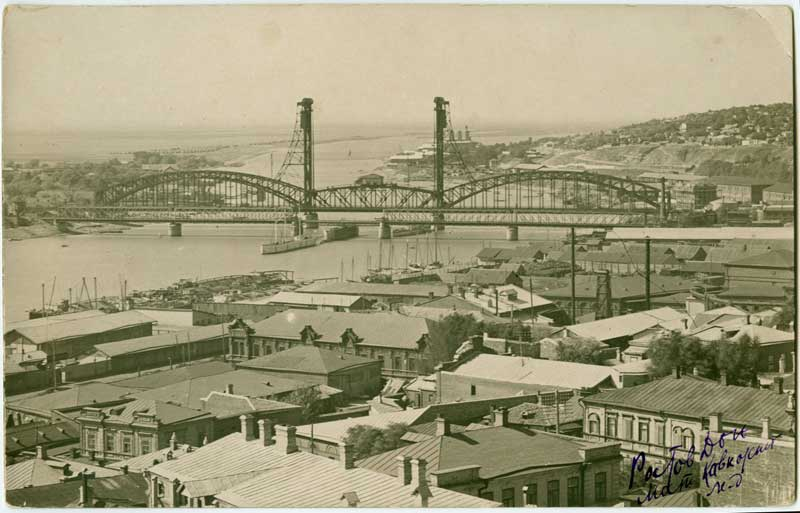
На заднем плане — новый Американский мост

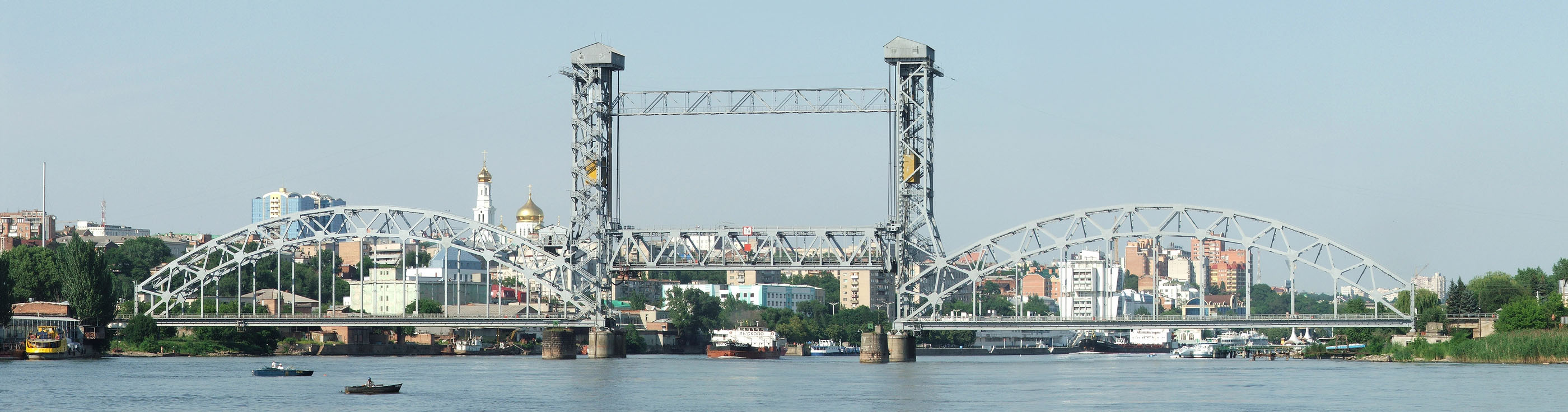
Панорамный снимок подвижного (подъёмного) железнодорожного моста через реку Дон в Ростове-на-Дону, 2006 г.